# Алашанская пищуха
Алаша́нская пищу́ха или серебристая пищуха (лат. Ochotona argentata) — млекопитающее рода пищух отряда зайцеобразных. Эндемик Китая, крайне редкий вид. Длительное время об этом виде ничего не было известно, кроме типовых экземпляров, и её рассматривали как подвид алтайской пищухи.

## Описание
В кариотипе 38 хромосом.

## Распространение
Алашанская пищуха встречается только на Алашани. В настоящее время обнаружена лишь в одном ущелье.